# Hommage national aux victimes françaises du Hamas
L'hommage national aux victimes françaises du Hamas est une cérémonie d'hommage aux victimes françaises, massacrées, blessées ou prises en otages par le Hamas lors de l'attaque du Hamas contre Israël, le 7 octobre 2023. Elle se tient dans la cour d'honneur des Invalides à Paris, le 7 février 2024 sous la présidence d'Emmanuel Macron, président de la République française et en présence des familles des victimes, des membres du gouvernement, des représentants de la communauté juive et de plusieurs personnalités.

## Contexte
Après les massacres par le Hamas du 7 octobre 2023 perpétrés dans des localités et kibboutz du sud d'Israël, lors desquels au moins 1 160 personnes ont été tuées dont 42 Français, le président Emmanuel Macron demande à son cabinet le 24 octobre de réfléchir à l’organisation d’un hommage national pour ces victimes françaises tuées dans ces attaques terroristes. Le 13 novembre, Emmanuel Macron répond à une demande d'Éric Ciotti, président des Républicains, qu’il « présiderait prochainement une cérémonie d’hommage national à la mémoire de nos compatriotes disparus […] dès que leur nombre et leur identité seront établis avec certitude ».
Dans sa conférence de presse du 16 janvier 2024, Emmanuel Macron rappelle que « la France a perdu quarante et un de ses enfants », et que c’est « l’acte terroriste le plus meurtrier depuis l’attentat de Nice » (qui a fait 86 victimes), en juillet 2016. Il précise que cette cérémonie aura lieu le 7 février 2024, quatre mois jour pour jour après les attentats du 7 octobre, au mémorial pour les victimes du terrorisme dans le jardin des Invalides,. Pour le journaliste du Parisien, il coupe ainsi court « aux polémiques laissant entendre que leur double nationalité, franco-israélienne, n’en ferait pas des victimes à honorer comme celles de Charlie, de l’Hyper Cacher, du Bataclan ».
La venue annoncée à la cérémonie de représentants de la France insoumise suscite l'incompréhension de nombreuses familles de victimes dont cinq écrivent au président de la République pour qu'il interdise la présence de membres de La France insoumise à cette cérémonie, sur l'absence de condamnation par le parti de gauche d'un acte « terroriste » pour le 7 octobre dernier, ce à quoi l'Élysée répond : « C’est une cérémonie républicaine, donc les parlementaires sont invités »,.

## Cérémonie

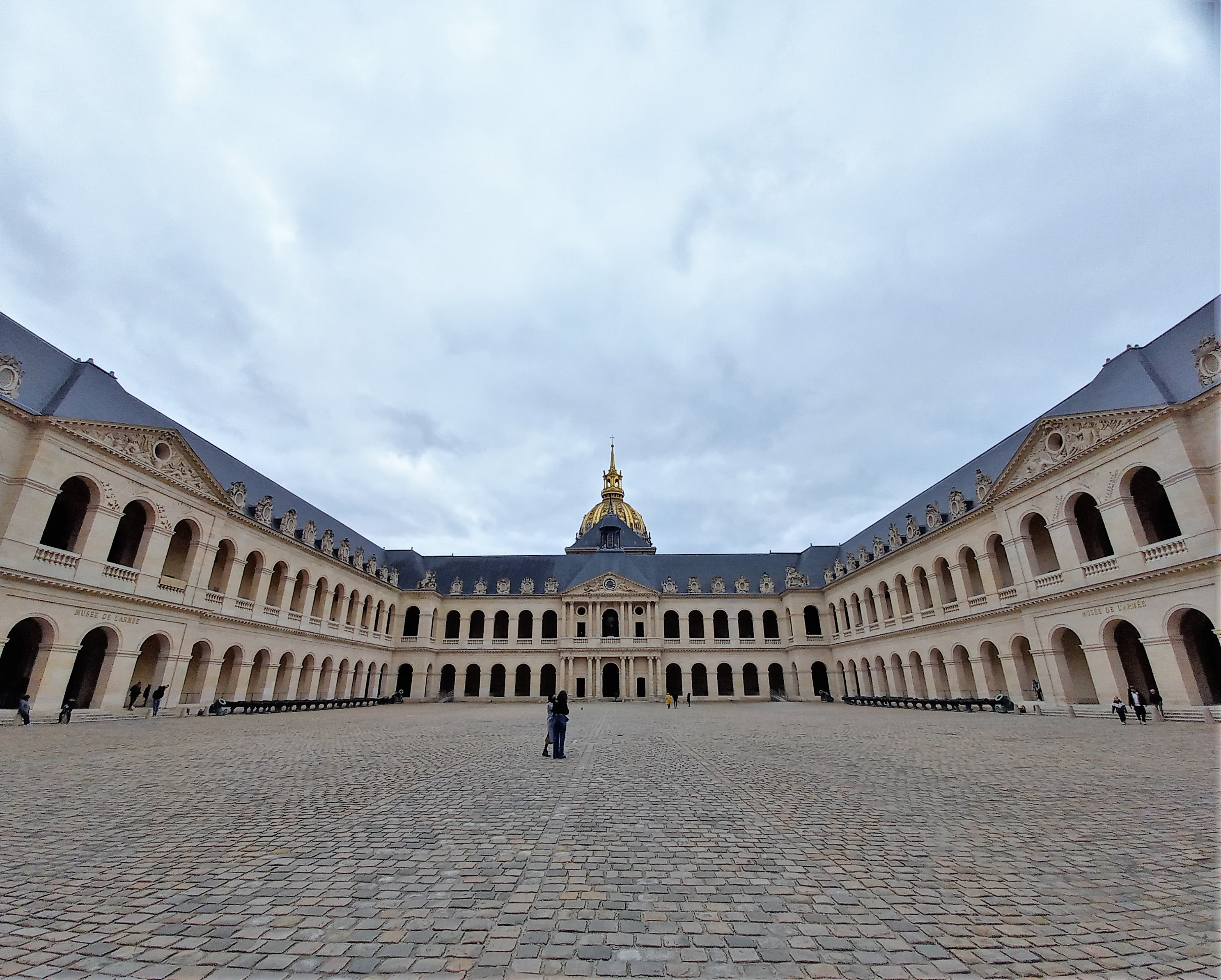
Cour d'honneur des Invalides

La cérémonie a lieu dans la cour d'honneur des Invalides, sous un ciel pluvieux. Elle est présidée par Emmanuel Macron au côté de son épouse, en présence de son prédécesseur François Hollande, de nombreux ministres et anciens ministres, de représentants des cultes juif, chrétiens et musulman — le culte musulman est représenté non par le recteur de la Grande mosquée de Paris mais par un membre du Forum de l’islam de France, le professeur Sadek Beloucif — et des 55 familles des 42 victimes afin de leur rendre hommage, et des 3 présumés otages du Hamas, pour lesquels trois chaises vides sont disposées dans la tribune et pour la libération desquels le président Macron dit lutter « chaque jour »,.
Cette cérémonie solennelle est une première dans le monde pour honorer la mémoire des plus nombreuses victimes du 7 octobre possédant une nationalité étrangère, ici française avec 42 morts, 6 blessés, 4 otages du Hamas libérés et 3 autres Français présumés otages ou disparus,. Pour assurer la sécurité des personnes, dont les familles endeuillées venues d'Israël, et préserver la quiétude de la cérémonie, un dispositif maximal de sécurité a été mis en place.
Le public (peu nombreux) n'est admis que sur l'esplanade des Invalides où est installé un écran géant. En Israël, l'hommage français est retransmis également sur écran géant sur ladite place des Otages, en face du ministère de la Défense, à Tel-Aviv.
La cérémonie française est placée sous le signe de la « lutte contre l'antisémitisme » qui figure un combat cardinal de la République, selon l'Elysée. Elle se déroule ainsi devant ce grand écran gris pâle annonçant l'hommage de la nation aux « victimes françaises des attaques terroristes du 7 octobre », qui affiche ensuite sous les couleurs de la République le prénom de chaque Français ou Franco-israélien tué.
Elle débute à 12 h par le Kaddish (prière des morts) de Maurice Ravel, extrait des Deux mélodies hébraïques de l'artiste, joué par des musiciens de la Garde républicaine pendant lequel des gardes républicains entrent à pieds du côté sud de la cour en portant solennellement devant eux les photographies des victimes puis le président Macron prononce son discours dans lequel il qualifie les attaques du Hamas de « plus grand massacre antisémite de notre siècle » et rappelle l’importance de la lutte contre « les idées de haine » et appelle à « ne rien céder à un antisémitisme rampant désinhibé ». Il dénombre devant les familles des victimes : « Nous sommes 68 millions (de Français endeuillés par les attaques terroristes du 7 octobre), moins 42 vies fauchées ». Il précise que parmi les victimes, se trouvent des pacifistes pro-Palestiniens. Il termine son discours en affirmant que « « Rien ne saurait justifier ni excuser ce terrorisme, rien ». Ensuite, la sonnerie Aux Morts au clairon résonne dans la cour, suivie par une minute de silence précédant La Marseillaise interprétée par le Chœur de l'Armée française,. Après un silence, la Marche funèbre de Frédéric Chopin est jouée.
La polémique quant à la participation des représentants de la France insoumise n'a pas manqué d'avoir des répercussions aussi bien à leur arrivée où ils sont hués tant par le public que dans la cour des Invalides. Le député Les Républicains Meyer Habib y est vu reprochant sa présence au député La France Insoumise Manuel Bompard avant de faire une accolade au président du Rassemblement national, Jordan Bardella. De leur côté, des responsables de la communauté juive ont également critiqué comme « indécente » ou « une insulte » la présence d’élus LFI, tout en se félicitant de la qualité. de la cérémonie.

### Personnes honorées dans cet hommage
Le portrait de chacune des quarante-deux victimes françaises ou franco-israéliennes est porté par autant de gardes républicains qui déambulent lentement dans la cour des Invalides puis s'immobilisent en l'occupant tout entière. Parmi elles, Libération ou Le Point citent les victimes civiles Marc Perez (51 ans), le Bordelais Avidan Torgeman (26 ans), Céline Ben David-Nagar, Sigal Levy (31 ans), Maya Bitton (23 ans), les frères jumeaux Michael et Osher Vaknin, Karine Journo (24 ans), Hila Keilin (41 ans), le Marseillais Dan Benhamou (27 ans), Bar Zohar (23 ans), Moriah-Or Swissa (24 ans), Eric Peretz et sa fille Ruth lourdement handicapée (17 ans), Naomie Bikhar de Créteil (23 ans), Yitzhak Levy (26 ans), Carmela Dan (80 ans) et sa petite-fille Noya Dan (12 ans) ou Elia Toledano (27 ans) ; aussi les soldats franco-israéliens Ruben Chicheportiche (36 ans), Adar Ben Simon (20 ans), Nathan Liard (20 ans), Binyamin Loeb de l'Essonne (23 ans) ou le Montpelliérain Valentin Ghnassia (22 ans),. La presse publie des listes partielles des 42 victimes et des 3 otages honorés lors de cet hommage national,,.
Plusieurs blessés de l'attaque de 7 octobre, des membres de leurs familles et d'ex-otages du Hamas sont aussi présents à la cérémonie des Invalides ; Emmanuel Macron serrent à chacun les mains.
À la fin de la cérémonie, les familles des victimes, initialement placées sur des gradins, étreignent chacun des gardes républicains ayant porté leurs portraits, comme s’ils incarnaient leurs défunts
Après la cérémonie, le président de la République s'entretient en privé avec les familles des victimes.